# Bostanai
Bostanai (em hebraico:  בוסתנאי), também escrito como Bustenai, foi o primeiro exilarca sob o domínio árabe; ele viveu em meados do século VII. O nome é aramaizado do persa bustan ou bostan, que significa "Jardim". Quase o único exilarca de quem algo mais do que o nome é conhecido, ele é frequentemente objeto de lendas.
Bostanai era filho do exilarca Ananias. Hai Gaon parece identificar Bostanai com Aninai, e conta que ele foi dado como esposa uma filha do rei persa Cosroes II (morto em 628), pelo califa Omar (morto em 644). Abraão ibne Daúde, no entanto, diz que foi o último rei sassânida, Isdigerdes (nascido em 624; morto entre 651 e 652), quem deu sua filha a Bostanai. Mas, nesse caso, poderia ter sido apenas o califa Ali (656-661), e não Omar, que honrou o exilarca. Sabe-se também que Ali deu uma recepção amigável ao contemporâneo Gaon Isaac; e é altamente provável, portanto, que ele honrou o exilarca de certas maneiras como o representante oficial dos judeus. O ofício do exilarca, com seus deveres e privilégios, como existiu por alguns séculos sob o domínio árabe, pode ser considerado como começando com Bostanai.